# Frauenbad-Maler

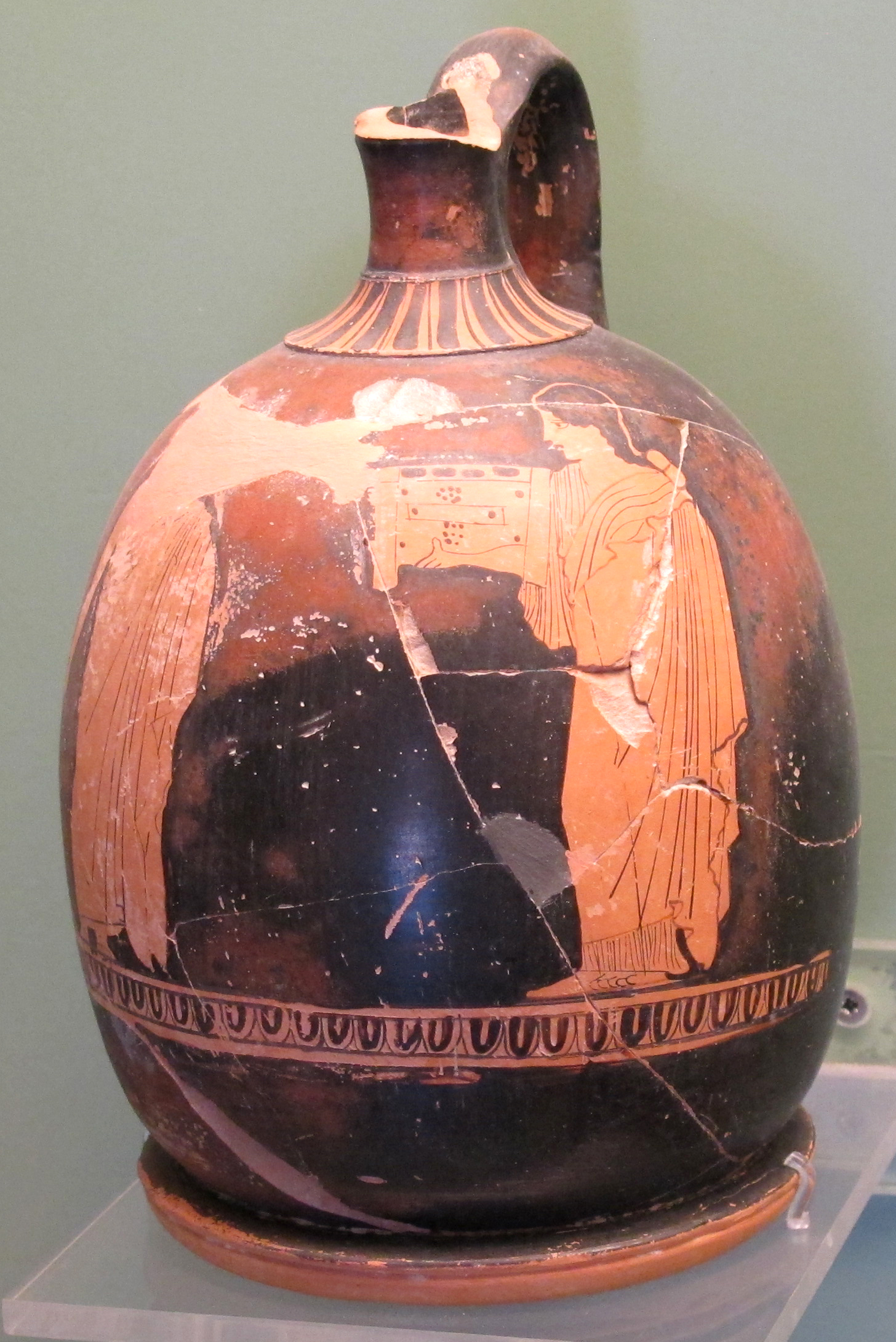
Lekythos des Frauenbad-Malers im Archäologischen Museum von Rhodos 11967

Der Frauenbad-Maler (englisch Washing Painter) ist ein griechischer Vasenmaler des attisch-rotfigurigen Stils, der zwischen 430 und 410 v. Chr. tätig war.
Seinen Notnamen erhielt er nach den von ihm bemalten kleinen Hydrien mit sich waschenden Frauen. Er bemalte zahlreiche mit der Hochzeit zusammenhängende Gefäße wie Lebetes gamikoi und Louthroporen.
Weitere Arbeiten, darunter die Peliken F 2356 und F 2357 in der Berliner Antikensammlung, stehen dem Maler stilistisch nahe, sind aber höchstwahrscheinlich von einem anderen, ihm nahestehenden Vasenmaler ausgeführt worden und werden daher der Art des Frauenbad-Malers (Manner of the Washing Painter) zugeschrieben.